# 포토 커플러

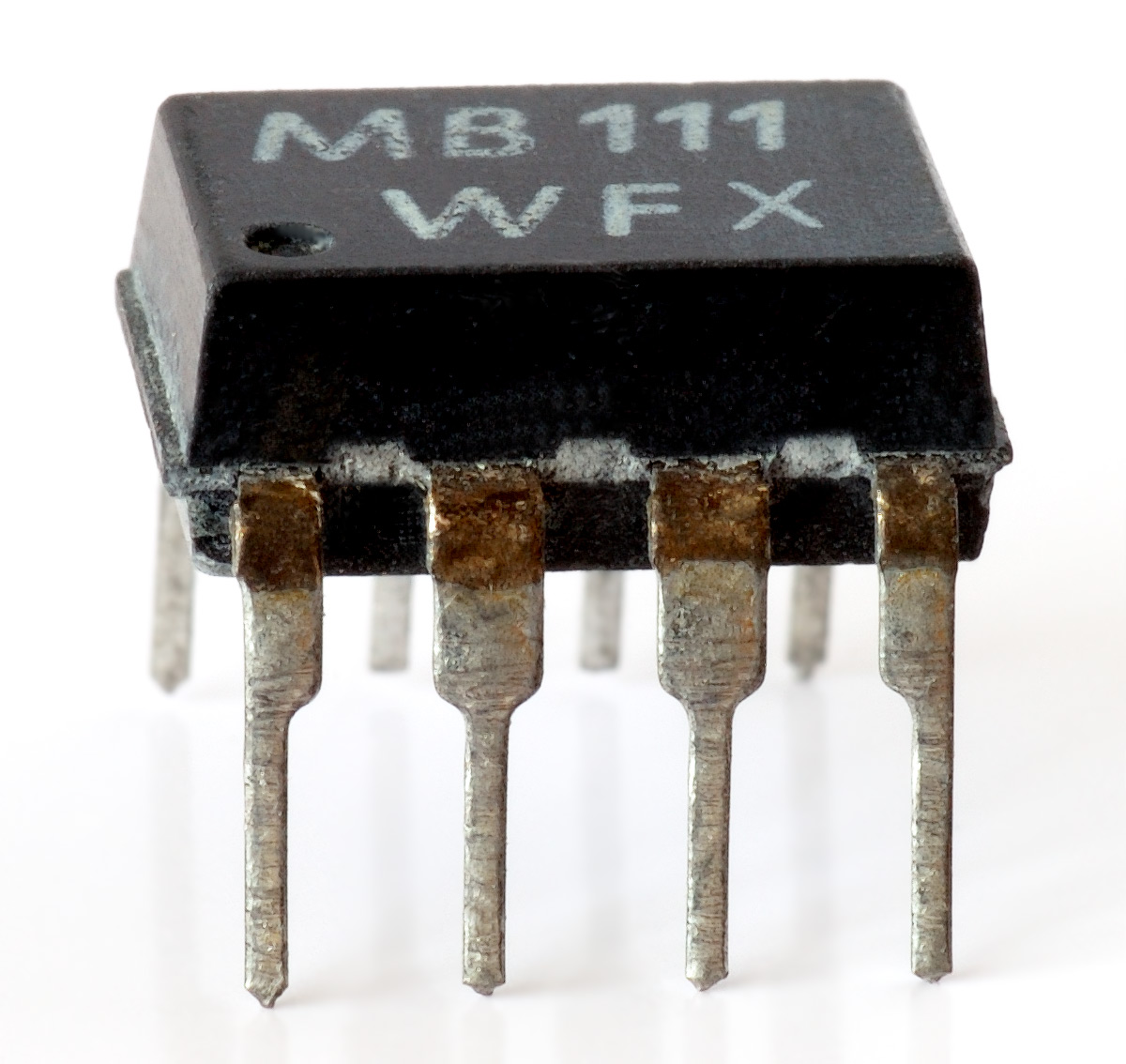

포토 커플러(Photo coupler)는 회로간을 전기적으로 절연한 상태에서 전기 신호를 전달하는 목적으로 발광소자와 수광소자를 광학적으로 결합하여 하나의 패키지에 내장한 광복합 소자를 말한다.